# Ragnar Dahlberg
Per Ragnar Dahlberg, född 15 februari 1943 i Stockholm, är en svensk TV-producent och programledare vid Sveriges Television i Norrköping. 
Han har bland annat varit programledare för Café Norrköping och Go'kväll under 1980- och 1990-talen. I mars 2007 fick han sluta som programledare i samband med ett besparingsprogram.
Dahlberg ledde också Dahlbergs Café i Gamla Linköping  till slutet av augusti 2010 och spelade cittra i gruppen Cittronilerna. Han har fyra barn, varav två döttrar tillsammans med Ulla-Carin Lindquist som han var gift med på 1980-talet. Idag bor Dahlberg tillsammans med sin maka i Gryt i Valdemarsviks kommun.